# Claude Simon
Claude Simon (Antananarivo, Madagascar, 10 de octubre de 1913-París, 6 de julio de 2005) fue un escritor francés, considerado uno de los padres del nouveau roman. Ganó el Premio Nobel de Literatura en 1985 por la calidad de sus novelas, «que combinan la creatividad del poeta y la del pintor al dar profundo testimonio de la complejidad de la condición humana».

## Biografía
Nació en la isla de Madagascar, frente a la costa este de África, que, por aquel entonces, era una colonia francesa. Un año después, su padre, oficial del ejército, fue asesinado en la Primera Guerra Mundial y Claude se instaló con su madre en Perpiñán, en el sudeste de Francia (cerca de la frontera española), donde residía su abuela.
Al finalizar la escuela secundaria en el Collège Stanislas en París y tras unas breves estancias académicas en Oxford y Cambridge, estudió pintura en la Academia del maestro cubista André Lhote y también en Oxford y en Cambridge. Viajó por España, Alemania, la Unión Soviética, Italia y Grecia. Esta experiencia, así como la de Segunda Guerra Mundial desempeñarán un papel muy importante en su trabajo literario.
En 1936 viajó a Barcelona y luchó en la Guerra Civil al lado de la República. La experiencia de esta guerra inspiraría alguno de sus mejores libros como Le Palace (El palacio, 1962) o Le jardin des plantes en 1997.
Al estallar la Segunda Guerra Mundial, participó en la Batalla del Meuse (1940), pero fue detenido por los alemanes que lo enviaron a un campo de prisioneros en Sajonia. En el traslado a un campo de prisioneros en Francia, consiguió escaparse y se afilió al movimiento de la Resistencia Francesa. Se refugió en el sureste francés, entonces zona libre, donde compró una propiedad en Salses, cerca de Perpiñán y se convirtió en un viticultor amante de la pintura y la fotografía, antes de dedicarse a la escritura.
Su primera obra como escritor, Le Tricheur (El Tramposo) se publicó en 1946 y un año más tarde La Corde Raide (La cuerda floja), pero es en 1960 cuando se publica su primer éxito literario, La Route des Flandres (La ruta de Flandes), que trata sobre la derrota militar francesa en 1940 y por el cual recibiría el premio de la Nouvelle vague en 1961. En 1967 obtendría un nuevo galardón, el premio francés de vanguardia Médicis, por su libro Histoire (Historia, 1967), que cuenta un día cualquiera en la vida de un hombre joven. Esta obra le confirmó como autor de prestigio y minoritario, una consideración que no cambiará hasta la obtención del Nobel.
Junto con Robbe-Grillet y otros escritores como Nathalie Sarraute, Robert Pinget, Samuel Beckett, Jean Ricardou y Claude Ollier formó parte del grupo literario del nouveau roman emergido en Francia en 1950, que brevemente tuvo también por miembros a Michel Butor y Marguerite Duras.
En 1981 sale a la luz Les Géorgiques (Las Geórgicas, 1981) dónde en tres épocas distintas y en períodos de agitación y violencia —la Revolución francesa, la guerra civil española y la Segunda Guerra Mundial— tres personajes viven sucesos y experiencias que parecen superponerse. En este libro el autor vuelve a reflejar su experiencia en el bando republicano de la guerra civil española. Al concederle el Premio Nobel de Literatura en 1985, la Academia Sueca mencionó esta novela como su obra quizá más importante.
En 1989 publica L'Acacia (La acacia), una novela fuertemente autobiográfica y que es reconocida como una obra maestra de la literatura antibélica. En esta obra describe el viaje con su madre y su tía a través de la devastada Francia de 1918 en busca de la tumba de su padre.
La Universidad de East Anglia lo hizo doctor honororífico en 1973.
En los últimos años, vivió retirado del éxito, alternativamente en el sur de Francia (en el Rosellón) y de incógnito en París, cerca del jardín botánico que dio título a una de sus novelas Le jardin des plantes (1997).
En 2001, con 88 años, publicó su última novela, Le tramway (El tranvía), una autobiografía con recuerdos de su infancia y vejez en la que se describe a sí mismo como un autor “difícil, aburrido, ilegible y confuso”. 
Murió el 6 de julio de 2005 a los 91 años de edad. El primer ministro francés, Dominique de Villepin, que expresó su “tristeza más profunda” por la muerte de Simon, dijo en su declaración "La literatura francesa ha perdido a uno de sus grandes autores”.

## Obras
- Le Tricheur (El tramposo), 1945
- La Corde Raide (La cuerda floja), 1947
- Gulliver, 1952
- Le Sacre du printemps (La consagración de la primavera), 1954
- Le vent (El viento), 1957
- L'Herbe (La hierba), 1958
- Le Cheval (El caballo), 1958.
- La Route des Flandres (La ruta de Flandes), 1960
- Le Palace (El Palace), 1962
- La Separation (La separación), 1963
- Histoire (Historia), 1967
- La Bataille de Pharsale (La batalla de Farsalia), 1969
- Orion aveugle (Orion ciega), 1970
- Les Corps conducteurs (Los cuerpos conductores), 1971
- Triptyque (Tríptico), 1973
- Leçon de choses (Lección de cosas), 1975
- Les Géorgiques (Las Geórgicas), 1981
- Femmes (Mujeres), 1984
- La Chevelure de Bérénice (La cabellera de Berenice), 1984
- Discours de Stockholm (Discurso en Estocolmo), 1986
- L'Invitation (La invitación), 1987
- Album d'un amateur (Álbum de un aficionado), 1988
- L'Acacia (La acacia), 1989
- Le jardin des plantes (El jardín de las flores), 1997
- Le tramway (El tranvía), 2001